# Bobby McDermott
Robert Frederick „Bobby” McDermott (ur. 7 stycznia 1914 w Nowym Jorku, zm. 3 października 1963 w Yonkers) – amerykański koszykarz, obrońca i jednocześnie „grający trener”, mistrz oraz MVP w wielu różnych ligach. Członek Koszykarskiej Galerii Sław.
Został ex aequo pierwszym zawodnikiem w historii ligi NBL, który przekroczył średnią 20 punktów na mecz (1945 – 20,1), wraz z Melvin Riebe (20,2).

## Osiągnięcia
Na podstawie, o ile nie zaznaczono inaczej.
Drużynowe
- Mistrz:
  - turnieju World Professional Basketball Tournament (WPBT – 1944–1946)
  - ABL (1935)
  - NBL (1944, 1945, 1947)
- Wicemistrz:
  - NBL (1942, 1943)
  - ABL (1936)

Indywidualne
- MVP:
  - NBL (1943–1946)
  - turnieju WPBT (1944)
  - wszech czasów ligi NBL
- Zaliczony do:
  - I składu:
    - NBL (1942–1947)
    - turnieju WPBT (1944–1946)

  - II składu:
    - NBL (1948)
    - turnieju WPBT (1943, 1948)

  - składu:
    - wszech czasów ligi NBL (NBL All-Time Team)
    - All-World przez magazyn Collier's (1950)

  - Koszykarskiej Galerii Sław im. Jamesa Naismitha (1988)
- Lider strzelców:
  - ABL (1936)
  - NBL (1943)
  - wszech czasów NBL w liczbie zdobytych punktów (3583)

Trenerskie
- Mistrz:
  - NBL (1944, 1945, 1947)
  - turnieju World Professional Basketball Tournament (WPBT – 1944–1946)
- Trener Roku NBL (1944, 1945)